# Военно-морской лицей имени вице-адмирала Владимира Бескоровайного
Военно-морской лицей имени вице-адмирала Владимира Бескоровайного (укр. Військово-морський ліцей імені віце-адмірала Володимира Безкоровайного) — среднее общеобразовательное заведение, военный лицей в Одессе.

## История
Военно-морской лицей открыт 1 сентября 2009 года в соответствии с Постановлением Кабинета Министров Украины и приказом Министра обороны Украины от 10.09.2008 № 448 «О создании военно-морского лицея в городе Севастополь».
Весной 2014 года учебное заведение было передислоцировано из Севастополя в Одессу из-за аннексии полуострова Российской Федерацией. 1 сентября того же года в лицее возобновлён учебно-воспитательный процесс.
В 2016 году в Одессе состоялся первый выпуск лицеистов, большинство которых стало курсантами факультета Военно-Морских Сил Национального университета «Одесская морская академия» и других военных учебных заведений.
В июне 2017 года состоялся выпуск 74 лицеистов 2015 года поступления.
В 2018 году двое выпускников лицея Богдан Небылица и Андрей Драч были взяты в плен во время инцидента в Керченском проливе.
7 июля 2019 года лицею было присвоено имя вице-адмирала Владимира Бескоровайного.

## Руководство
- (2009-2015) капитан 1-го ранга Колежнюк Игорь Васильевич (укр. Колежнюк Ігор Васильович)[4]
- (с 2016) капитан 1-го ранга Шмыгановский Виктор Анатольевич (укр. Шмигановський Віктор Анатолійович)[5]

## Известные выпускники
- Александр Корпан — военный лётчик (капитан) воздушных сил Вооружённых сил Украины, участник российско-украинской войны, лучший лётчик ударной авиации по итогам 2021 года. Герой Украины (2022)[6].